# Saranče páskovaná

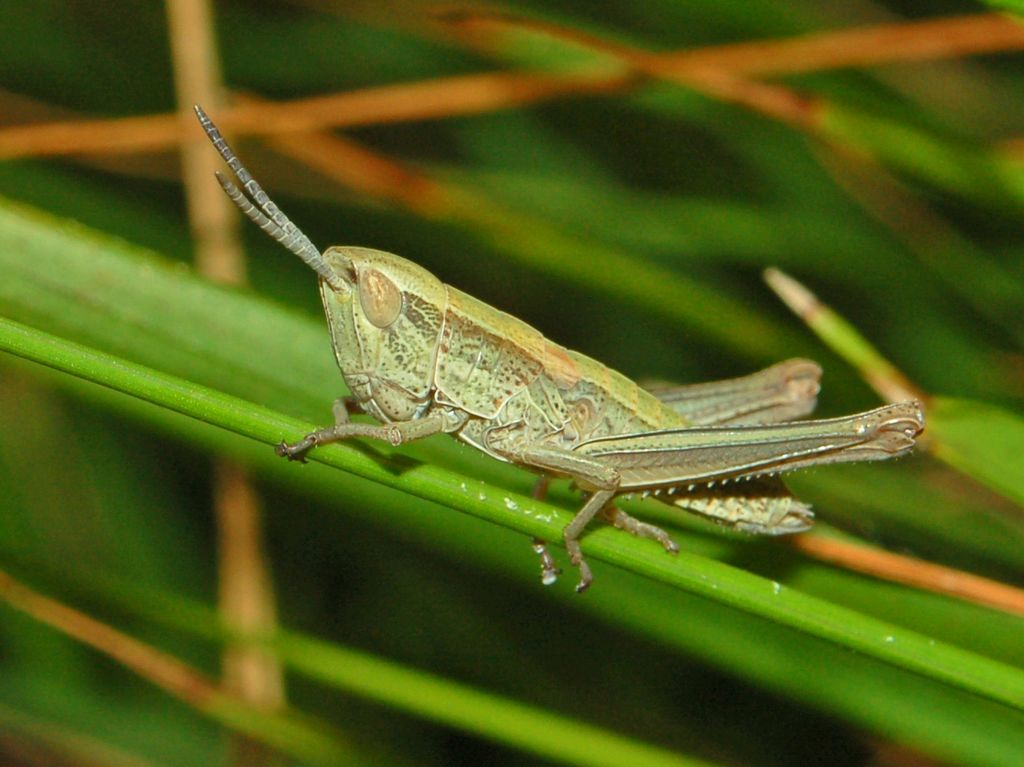
Nymfa

Saranče páskovaná (Euchorthippus declivus) je druh sarančete patřící do čeledi sarančovitých.

## Popis
Dospělí samci dorůstají délky 14–20 milimetrů, zatímco samice dosahují délky 20–27 milimetrů. Základní zbarvení těla se pohybuje od světle hnědé po béžovou nebo občas žlutozelenou. Od očí začínají dva nebo tři tmavší a jasnější podélné pruhy. Hlava je poměrně velká. Spodní část zadečku je žlutá, u samců obvykle s oranžovou špičkou.

## Rozšíření a stanoviště
Tento velmi běžný druh se vyskytuje ve střední a jižní Evropě. Saranče páskovaná obývá suché a slunné prostředí, jižní svahy, štěrkovité biotopy s řídkou vegetací, velmi suché až středně vlhké louky a pastviny.

## Biologie
Lze je potkat od července do října. Živí se trávami. Vajíčka přezimují v půdě.